# 群乐乡 (蓬安县)
群乐乡，是中华人民共和国四川省南充市蓬安县曾经下辖的一个乡。2019年10月，撤销高庙乡、龙云镇、群乐乡，将其所属行政区域划归巨龙镇管辖。

## 行政区划
群乐乡撤销前下辖以下地区：
土桥子村、果园坝村、店子山村、双河井村、三河沟村、凤来安村、石碓窝村、玉宝山村、书房垭村和新店子村。